# Sherbourne, Warwickshire
Sherbourne är en by och en civil parish i Warwick i Warwickshire i England. Orten har 174 invånare (2011).